# Барикине
Бари́кине — село в Україні, у Сватівській міській громаді Сватівського району Луганської області. Населення становить 120 осіб. Орган місцевого самоврядування — Містківська сільська рада.
Село постраждало внаслідок геноциду українського народу, вчиненого урядом СРСР у 1932—1933 роках, кількість встановлених жертв — 104 людей.

## Також
- Перелік населених пунктів, що постраждали від Голодомору 1932-1933, Луганська область